# Крест Военно-морских сил (США)
Военно-морской крест (англ. Navy Cross, аббревиатура NX) — персональная военная награда Военно-морского министерства США, которой награждаются военнослужащие Военно-морских сил США, Корпуса морской пехоты США, а также Береговой охраны США. Является высшей наградой Военно-морского министерства и второй по старшинству в общей системе старшинства военных наград США, эквивалентна Кресту «За выдающиеся заслуги» Армии США и Кресту Военно-воздушных сил.
Основанием для награждения Военно-морским крестом сил служит проявленный особо выдающийся героизм, не могущий, однако, быть отмеченным Медалью Почёта.

## Критерии награждения
Награждение Военно-морским крестом производится от имени Президента США. Решение о награждении утверждается государственным секретарём Военно-морских сил.
Военно-морским крестом награждаются лица, проходящие службу в Военно-морских силах США, Корпусе морской пехоты США а также в Береговой охране США в любой должности, проявившие особо выдающийся героизм, не могущий, однако, быть отмеченным Медалью почёта.
Военно-морским крестом награждаются лица, проявившие особо выдающийся героизм во время:
- участия в боевых действиях против военного противника США;
- участия в военных конфликтах с противостоящими иностранными вооружёнными силами;
- участия в составе союзных вооружённых сил в вооружённом конфликте с противостоящими иностранными вооружёнными силами страны, с которой США не находятся в состоянии войны[3].

Героизм должен быть настолько выдающимся и быть настолько сопряжённым со значительным риском для жизни, чтобы безусловно выделять представляемого к награде из числа его товарищей по команде корабля или подразделению морской пехоты. Награждение производится за единовременно совершённый акт особо выдающегося героизма, несколько актов сравнительно менее значительного героизма в своей совокупности, как правило, не могут служить основанием для награждения. Вводная часть приказа о награждении Военно-морским крестом должна содержать фразу «За особо выдающийся героизм…» (англ. For extraordinary heroism…)
Военно-морской крест предназначен для награждения в первую очередь военнослужащих Военно-морских сил и Корпуса морской пехоты, однако военнослужащие других видов Вооружённых сил США, прикомандированные к подразделениям ВМС или Корпуса морской пехоты, также могут быть награждены. Предусмотрена возможность награждения Крестом военно-морских сил гражданских лиц. В наградной практике неоднократно имели место случаи награждения Военно-морским крестом граждан иностранных государств.

## Описание
Лицевая сторона. Награда представляет собой вариант креста «пати» (patée) шириной 1,5 дюйма (около 38 мм). В каждом из углов, образуемых пересекающимися лучами креста — по четыре лавровых листа с ягодами. На медальоне в центре креста изображён парусный корабль, стилизованная каравелла 1480—1500 гг., плывущая по волнам, влево с точки зрения смотрящего на лицевую сторону награды. Каравелла была выбрана для размещения на награде потому, что её изображение часто используется в символике Военно-морской академии США, а также потому, что каравелла одновременно символизирует как военно-морскую службу, так и морские традиции вообще. Лавровые листья с ягодами символизируют достижения.
Реверс награды. На медальоне в центре креста размещены скрещённые якоря, использовавшиеся до 1850 г., перевитые канатами. Между якорями размещены литеры USN (англ. USN: United States Navy — Военно-морские силы США)
Лента награды — синяя (англ. Navy Blue), с узкой белой (англ. White) полосой посредине. Синий цвет символизирует военно-морскую службу, белый — чистоту и самоотверженность.
При повторном награждении знак награды вновь не выдаётся, а награждения обозначаются дополнительными знаками, носимыми на колодке медали или на планке награды:
- при ношении награды военнослужащими Военно-морских сил, Корпуса морской пехоты или Береговой охраны — звёздами повторного награждения, золотыми или серебряными;
- при ношении награды военнослужащими Армии США и Военно-воздушных сил — Дубовыми листьями, бронзовыми или серебряными.

Второе награждение обозначается одной золотой звездой награждения или бронзовыми Дубовыми листьями, третье награждение — двумя знаками повторного награждения (первое награждение обозначается самой медалью или планкой награды). Серебряная звезда повторного награждения или серебряные Дубовые листья обозначают пять награждений и вместе с медалью (планкой) указывают на шестикратное награждение.
Подробнее об обозначении повторных награждений дополнительными знаками награды см.: Звезда повторного награждения, Дубовые листья: дополнительный знак награды

### Порядок ношения
Военно-морской крест является высшей наградой Военно-морского министерства США и второй наградой по старшинству в общей системе старшинства военных наград США.
Военнослужащими Военно-морских сил США, корпуса морской пехоты, а также Береговой охраны, носят Военно-морской крест, как и прочие медали, на левой стороне груди, при наличии нескольких наград крайним справа, в верхнем ряду (старшая награда, Медаль Почёта, при наличии, носится на шейной ленте). Планка с лентой награды военными моряками носится на левой стороне груди после планки Медали Почёта. Эквивалентные награды (медали или планки) других видов Вооружённых сил (Крест «За выдающиеся заслуги» и Крест Военно-воздушных сил, при их наличии) носятся в ВМС, Корпусе морской пехоты и Береговой охране после Военно-морского креста.
Военнослужащие Армии США и Военно-воздушных сил носят Военно-морской крест после эквивалентных наград вида Вооружённых сил, к которому относится военнослужащий (см. табл. 1).
|                               | Порядок старшинства в видах Вооружённых сил США    |                                                    |                                                    |                                                    |                                                                      |
| Военно-морские силы           | Корпус морской пехоты                              | Береговая охрана                                   | Армия                                              | Военно-воздушные силы                              |                                                                      |
| Старшая награда               | Медаль Почёта                                      | Медаль Почёта                                      | Медаль Почёта                                      | Медаль Почёта                                      | Медаль Почёта                                                        |
|                               | Военно-морской крест                               | Военно-морской крест                               | Военно-морской крест                               | Крест «За выдающиеся заслуги»                      | Крест Военно-воздушных сил                                           |
| Крест «За выдающиеся заслуги» | Крест «За выдающиеся заслуги»                      | Крест «За выдающиеся заслуги»                      | Военно-морской крест                               | Крест «За выдающиеся заслуги»                      |                                                                      |
| Крест Военно-воздушных сил    | Крест Военно-воздушных сил                         | Крест Военно-воздушных сил                         | Крест Военно-воздушных сил                         | Военно-морской крест                               |                                                                      |
| Младшая награда               | Медаль Министерства обороны «За выдающуюся службу» | Медаль Министерства обороны «За выдающуюся службу» | Медаль Министерства обороны «За выдающуюся службу» | Медаль Министерства обороны «За выдающуюся службу» | Медаль Министерства национальной безопасности «За выдающуюся службу» |

Подробнее о порядке ношения военных наград США см.: Военные награды США. Подробнее о системе старшинства американских военных наград см.: Порядок старшинства военных наград США

## История
Военно-морской крест был включён в американскую наградную систему в годы Первой мировой войны. После вступления США в войну возникла проблема отсутствия наград, статут которых позволял бы отмечать многочисленные героические поступки, не достойные, однако, Медали Почёта, а также доблестную службу в военное время. Кроме того, Соединённые Штаты не имели награды, пригодной для награждения военнослужащих иностранных армий.
В Армии США проблема была решена учреждением Креста «За выдающиеся заслуги», введённым в наградную систему Актом Конгресса США от 12 января 1918 г. Военно-морской крест был учреждён годом позже, Актом Конгресса США Pub.L 65-253 от 4 февраля 1919 года. Одновременно с Военно-морским крестом учреждалась военно-морская медаль «За выдающиеся заслуги» (англ. Navy Distinguished Service Medal), причём медаль была высшей наградой, второй после Медали Почёта, а Военно-морской крест являлся третьей по старшинству наградой Военно-морских сил, которой могли быть отмечены как боевые подвиги, так и доблестная служба, например, участие в спасательных операциях или особо сложные погружения водолазов. Согласно статуту награды Военно-морским крестом сил могло быть произведено за подвиги и службу после 6 сентября 1917 г., то есть после вступления США в Первую мировую войну, однако на практике имели место награждения участников более ранних вооружённых конфликтов (см. табл. 3). В 1942 г. статут награды был изменён и Военно-морской крест стал второй по старшинству наградой после Медали Почёта, которой могли быть отмечены только боевые подвиги, но не доблестная служба.
Автором награды был скульптор Джеймс Эрл Фрейзер, помимо прочего известный также как автор дизайнов медали Победы в Первой мировой войне, первоначального варианта военно-морской медали «За выдающиеся заслуги», пятицентовой монеты c изображением индейца. Первоначально Фрейзер планировал разместить на кресте изображение эсминца первой четверти XX века, однако в конечном итоге остановил свой выбор на стилизованном паруснике, каравелле.
Всё время своего существования награда изготавливалась из трёх частей: собственно креста и двух медальонов с каравеллой и якорями. Однако существуют фальсифицированные знаки награды, представляющие собой одну штампованную деталь.
Знаки награды разных лет выпуска имеют некоторые характерные особенности.
Военно-морской крест ранних выпусков (1919—1928) изготавливался из матовой, зачастую зеленоватой, бронзы; белая полоса в центре ленты была у́же нынешней. На части знаков награды медальоны аверса и реверса были расположены наоборот: якоря с литерами USN на лицевой стороне награды, каравелла — на реверсе. Крест ранних выпусков крепился к одежде при помощи застёжки-булавки (ныне — при помощи обжимной застёжки). Знак награды 1928—1941 гг. изготавливался из достаточно тёмной пушечной бронзы, а белая полоса ленты стала шире и имела ширину 1/4 дюйма (около 6,4 мм), такую же как и у нынешних наград. В 1941—1942 гг. появилась партия знаков награды, которые получили неофициальное наименование «чёрная вдова» (англ. Black Widow). Такое прозвище эта разновидность награда получила из своего тёмного, практически чёрного, цвета, который был следствием технологической ошибки при проведении процесса анодирования. В середине Второй мировой войны награда приняла свой нынешний внешний вид.
| | Военно-морские силы | Корпус морской пехоты | Береговая охрана | Армия США | ВВС Армии США | Иностранные граждане | Гражданские лица | ВСЕГО |
| --- | ------------------- | --------------------- | ---------------- | --------- | ------------- | -------------------- | ---------------- | ----- |
| Оккупация Гаити (1915—1916)                                                                                   |                     | 1                     |                  |           |               |                      |                  | 1     |
| Оккупация Доминиканской республики (1916—1918)                                                                | 3                   | 2                     |                  |           |               |                      |                  | 5     |
| Первая мировая война (1917—1918)                                                                              | 1299                | 392                   | 36               | 12        |               | 100                  |                  | 1839  |
| Ликвидация последствий взрыва на снарядной фабрике T. A. Gillespie Company (4 октября 1918)                   |                     |                       | 12               |           |               |                      |                  | 12    |
| Борьба с пандемией испанского гриппа (1918—1919)                                                              | 7                   |                       |                  |           |               |                      |                  | 7     |
| Другие награждения 1916—1918                                                                                  | 1                   | 1                     |                  |           |               |                      |                  | 2     |
| Перелёты через Атлантический океан на гидросамолётах NC-4 (1919)                                              | 14                  |                       | 1                |           |               |                      |                  | 15    |
| Оккупация Гаити (1919—1920)                                                                                   |                     | 9                     |                  |           |               |                      |                  | 9     |
| Другие награждения 1919—1926                                                                                  | 5                   |                       |                  |           |               |                      |                  | 5     |
| Ликвидация пожара в арсенале Пикатинни (10 июля 1926 г.)                                                      | 4                   | 16                    |                  |           |               |                      |                  | 20    |
| Подъём затонувшей подводной лодки S-51 (1926)                                                                 | 12                  |                       |                  |           |               |                      |                  | 12    |
| Нанкинский инцидент (23—25 марта 1927 г.)                                                                     | 4                   |                       |                  |           |               |                      |                  | 4     |
| Операция по спасению людей и подъёму затонувшей подводной лодки S-4 (1927)                                    | 11                  |                       |                  |           |               |                      |                  | 11    |
| Разработка и испытания устройства спасения людей с терпящей бедствие подводной лодки (1928—1931)              | 8                   |                       |                  |           |               |                      |                  | 8     |
| Боевые действия во время оккупации Никарагуа (1927—1933)                                                      | 13                  | 100                   |                  |           |               |                      |                  | 113   |
| Антарктические экспедиции Ричарда Бэрда (1929, 1933)                                                          | 4                   | 4                     |                  |           |               |                      |                  | 8     |
| Награждение военнослужащих Янцзинской флотилии (июль 1931)                                                    | 3                   |                       |                  |           |               |                      |                  | 3     |
| Отражение налёта японских самолётов на канонерскую лодку «Панай» (декабрь 1937)                               | 23                  |                       |                  | 1         |               | 2                    |                  | 26    |
| Другие награждения 1930—1937                                                                                  | 12                  | 2                     |                  |           |               | 1                    |                  | 15    |
| Операция по спасению людей с затонувшей подводной лодки «Сквалус» (май 1939 г.)                               | 46                  |                       |                  |           |               |                      |                  | 46    |
| Другие награждения 1939—1942                                                                                  | 10                  | 2                     |                  |           |               |                      |                  | 12    |
| Вторая мировая война (1941—1945)                                                                              | 2889                | 1030                  | 6                | 4         | 10            | 19                   | 1                | 3959  |
| Корейская война (1950—1953)                                                                                   | 42                  | 224                   |                  | 3         |               |                      |                  | 269   |
| Война во Вьетнаме (1965—1973)                                                                                 | 125                 | 363                   |                  | 1         |               | 1                    |                  | 491   |
| Атака корабля радиоэлектронной разведки «Либерти» израильскими самолётами и торпедными катерами (8 июня 1967) | 2                   |                       |                  |           |               |                      |                  | 2     |
| Инцидент с кораблём радиоэлектронной разведки «Пуэбло» (1968)                                                 |                     | 1                     |                  |           |               |                      |                  | 1     |
| Инцидент с торговым судном «Маягуэс» (май 1975)                                                               |                     | 1                     |                  |           |               |                      |                  | 1     |
| Вторжение на Гренаду (октябрь 1983)                                                                           |                     | 1                     |                  |           |               |                      |                  | 1     |
| Вторжение в Панаму (20—21 декабря 1989)                                                                       | 2                   |                       |                  |           |               |                      |                  | 2     |
| Война в Персидском заливе (1990—1991)                                                                         |                     | 2                     |                  |           |               |                      |                  | 2     |
| «Война против терроризма»                                                                                     | 6                   | 17                    |                  |           |               |                      |                  | 23    |
| ВСЕГО | 4545                | 2168                  | 55               | 20        | 11            | 124                  | 1                | 6924  |

Примечания к табл. 3.
1. 1 2  Указано время боевых действий, участники которых были награждены. Собственно оккупация Гаити Соединёнными Штатами продолжалась с 1915 по 1934 гг.
2. ↑  В ходе Северного похода Национально-революционная армия Китая (НРА) заняла Нанкин. Во время боёв в городе произошёл ряд инцидентов, в ходе которых пострадали иностранцы. В ответ на это военные корабли Великобритании и США подвергли занятый НРА Нанкин массированному обстрелу.
3. ↑  Указано время боевых действий, участники которых были награждены. Собственно оккупация Никарагуа Соединёнными Штатами продолжалась с 1912 по 1933 гг.
4. 1 2  Указаны годы активного участия США в боевых действиях.
5. ↑  В январе 1968 г. корабль радиоэлектронной разведки «Пуэбло» был атакован северокорейскими торпедными катерами при поддержке авиации; корабль был захвачен, команда пленена и находилась в плену до декабря 1968 г.